# خيم بيرش
خيم بيرش (بالإنجليزية: Khem Birch)‏ مواليد 28 سبتمبر 1992 في مونتريال، هو لاعب كرة سلة محترف كندي بدأ مسيرته الاحترافية في سنة 2014. يبلغ طوله 6 قدم 9 بوصة (2.1 م). لعب مع أوشاك سبورتيف في الدوري التركي، كما لعب مع نادي أولمبياكوس لكرة السلة في اليونان.

## روابط خارجية
- خيم بيرش على موقع الاتحاد الدولي لكرة السلة (الإنجليزية)
- خيم بيرش على موقع الدوري الأوروبي لكرة السلة (الإنجليزية)
- خيم بيرش على موقع إن بي أي (الإنجليزية)
- خيم بيرش على موقع سبورتس رفرنس (الإنجليزية)
- خيم بيرش على موقع كرة السلة الأوروبية.كوم (الإنجليزية)
- خيم بيرش على موقع DraftExpress.com (الإنجليزية)
- خيم بيرش على موقع إي إس بي إن.كوم (الإنجليزية)
- خيم بيرش على موقع كلية كرة السلة في سبورتس رفرنس.كوم (الإنجليزية)
- خيم بيرش على موقع ريلجم (الإنجليزية)
- خيم بيرش على موقع بروبوليرز (الإنجليزية)